# Малая Череповка
Малая Череповка (укр. Черепівка, до 2018 года — Череповка)  — село (до 2016 года - посёлок),
Терновский поселковый совет,
Недригайловский район,
Сумская область,
Украина.
Код КОАТУУ — 5923555609. Население по переписи 2001 года составляло 207 человек .

## Географическое положение
Село Малая Череповка находится в урочище Зайцево.
На расстоянии в 5 км расположено село Череповка (Бурынский район).
По селу протекает пересыхающий ручей с запрудой.

## Экономика
- Молочно-товарная ферма.